# Gewoon kruidenvlieskelkje
Het gewoon kruidenvlieskelkje (Hymenoscyphus menthae) is een schimmel behorend tot de familie Helotiaceae. Het leeft saprotroof op kruidachtige stengels, soms op andere substraten zoals op de middennerven van bladeren van Fagus. 

## Kenmerken

### Uiterlijke kenmerken
De apothecia hebben een diameter tot 2 mm. Ze kleur is helder tot okergeel. De steel is meestal met een gezwollen witachtige donzige basis. 

### Microscopische kenmerken
De asci ontstaan vanuit eenvoudige septa en meten 80-130 x 7,5-9 µm. Sporen met afgeronde uiteinden, 12-23 (27,5) x 3-5 µm, meestal hyaliene, ongesepteerd, met veel kleine guttules.